# دار القدسي
دار القدسي هي إحدى حارات حي الحوج القبلي بمدينة إب اليمنية، بلغ تعداد سكانها 1434 نسمة حسب تعداد اليمن لعام 2004.